# Lizzie Arnot
Elizabeth „Lizzie“ Arnot (* 1. März 1996 in Schottland) ist eine schottische Fußballspielerin. Sie steht seit 2020 beim schottischen Verein Glasgow Rangers unter Vertrag. Zuvor spielte sie mehrere Jahre für Hibernian Edinburgh und Manchester United WFC. 2015 spielte sie erstmals für die schottische Nationalmannschaft.

## Karriere

### Vereine
Arnot begann bei Edinburgh City mit dem Fußballspielen, wechselte später zu Hutchison Vale und ging 2012 zu Hibernian Edinburgh, wo sie einmal den Pokal und dreimal den Liga-Pokal gewann. Eine Meisterschaft konnte sie mit den Hibs nicht gewinnen. Es reichte nur zu drei Vizemeisterschaften. 2015 profitierte sie davon, dass für die UEFA Women’s Champions League 2016/17 erstmals auch der schottische Vizemeister zugelassen und direkt für das Sechzehntelfinale qualifiziert war. Hier kam sie in beiden Spielen gegen den deutschen Meister FC Bayern München zum Einsatz, verlor aber beide Spiele (0:6 und 1:4). Nach einem Kreuzbandriss fiel sie fast ein Jahr aus, hatte aber ein Comeback im Ligapokalfinale 2018, wo sie fünf Tore zum 9:0-Sieg gegen Celtic Glasgow beisteuerte.
Zur Saison 2018/19 wechselte sie zum Manchester United WFC. Der Verein hatte für die FA Women’s Championship, die zweithöchste Liga im englischen Frauenfußball eine Lizenz erhalten und konnte die Saison als Meister beenden. In die Vereinsgeschichte ging sie als erste Torschützin ein, als sie am 19. August 2018 im ersten WSL-Cup-Spiel das entscheidende 1:0 gegen Liverpool erzielte.
Ende Juli 2020 wechselte sie zu den Glasgow Rangers. Mit den Rangers scheiterte sie in der Qualifikation für die UEFA Women’s Champions League 2022/23 in der zweiten Runde an Benfica Lissabon und in der Qualifikation zur UEFA Women’s Champions League 2024/25 in der ersten Runde am späteren Sieger Arsenal Women FC.

### Nationalmannschaft
Arnot nahm mit der U-17-Mannschaft im Oktober 2011 an der 1. Qualifikationsrunde zur U-17-Fußball-Europameisterschaft der Frauen 2012 teil, wo sie in den drei Spielen eingesetzt wurde. Beim 1:1 im zweiten Spiel gegen Österreich erzielte sie ihr erstes Länderspieltor. Mit einem weiteren Remis und einem Sieg wurden die Schottinnen Gruppenzweite, verpassten aber als zweitschlechteste Gruppenzweite die zweite Qualifikationsrunde. Ende September/Anfang Oktober 2012 nahmen sie einen neuen Anlauf, scheiterten als Gruppendritte aber erneut.
Im März 2013 nahm sie mit der U-19 an einem Turnier in La Manga teil und im April an der zweiten Qualifikationsrunde zur U-19-Fußball-Europameisterschaft der Frauen 2013. Die Schottinnen hatten Heimrecht, konnten dieses im ersten Spiel gegen Dänemark aber nicht nutzen und verloren mit 0:1. Da die Däninnen die beiden anderen Spiele auch gewannen, nutzten den Schottinnen die Siege gegen Österreich und die Ukraine nichts, denn sie waren nur zweitbester Gruppenzweiter und nur der beste Gruppenzweite war neben den Gruppensiegern für die Endrunde qualifiziert. Im September nahmen sie bei einem Turnier in Mazedonien einen neuen Anlauf. Die Schottinnen wurden mit 29:1 Gruppensieger, wobei sie in jedem Spiel ein Tor erzielte. Auch die zweite Qualifikationsrunde im April 2014 in Kroatien wurde mit drei Siegen abgeschlossen. Ein Tor beim 2:0 gegen Russland wird von der UEFA als Eigentor einer Russin, vom schottischen Verband als Tor von Arnot gezählt. Durch die drei Siege qualifizierten sich die Schottinnen für die Endrunde in Norwegen. Dort wurde nach einem 2:0-Sieg gegen Belgien gegen die Niederlande mit 2:3 und die Gastgeberinnen mit 0:5 verloren. Im September 2014 war sie bei der ersten Qualifikationsrunde zur U-19-EM 2015 wieder dabei. Beim Turnier in Albanien gelang mit zwei Siegen und einem Remis gegen Norwegen als bester Gruppenzweiter der Sprung in die zweite Runde. Hier verloren sie bei einem Turnier im April 2015 zunächst gegen Gastgeber Deutschland mit 0:6. Im zweiten Spiel sorgte sie mit zwei Toren für ein 2:2 gegen Belgien und steuerte noch ein weiteres Tor zum 3:0 gegen die Ukraine bei. Als Gruppendritte verpassten sie aber die Endrunde. Damit endete ihre Zeit in den U-Mannschaften.
Zu ihrem ersten Einsatz in der A-Nationalmannschaft kam sie fünf Monate später am 17. September 2015 bei der 0:4-Heimniederlage gegen Norwegen, wo sie 21 Minuten vor dem Spielende eingewechselt wurde. Fünf Tage später hatte sie im ersten Spiel der Schottinnen gegen Slowenien ihren ersten Pflichtspieleinsatz. Im ersten Spiel der Qualifikation für die EM 2017 wurde sie in der 67. Minute eingewechselt. Auch in den nächsten beiden Qualifikationsspielen wurde sie jeweils gegen Spielende eingewechselt. Nach zwei weiteren Einwechslungen in Freundschaftsspielen zu Beginn des Jahres 2016 musste sie bis zum Januar 2017 auf weitere Einsätze warten und trug so nicht weiter dazu bei, dass sich die Schottinnen erstmals für eine EM-Endrunde qualifizieren konnten. Bei zwei Remis in Freundschaftsspielen gegen Dänemark während eines Trainingslagers in Zypern spielte sie je eine Halbzeit, wobei sie im zweiten Spiel erstmals in der Startelf stand. Beim Zypern-Cup 2017 wurde sie in den ersten beiden Spielen nach einer Stunde eingewechselt, im dritten Spiel dufte sie dann erstmals 90 Minuten lang mitspielen, wie auch im Spiel um Platz 5, das gegen Wales im Elfmeterschießen gewonnen wurde. Im nächsten Freundschaftsspiel, das mit 0:5 gegen Belgien verloren wurde, stand sie nochmals für 90 Minuten auf dem Platz. Aufgrund ihres Kreuzbandrisses konnte sie dann aber nicht für die EM nominiert werden.
Erst im Juni 2018 kam sie im viertletzten Spiel der Qualifikation für die WM 2019 gegen Belarus wieder zu einem sechsminütigen Kurzeinsatz. Auch in den nächsten beiden Qualifikationsspielen wurde sie jeweils eingewechselt, im letzten Spiel stand sie dann wieder in der Startelf, wurde aber nach 66 Minuten ausgewechselt. Durch die Siege in den vier Spielen gelang die erstmalige Qualifikation für die WM-Endrunde. In den nächsten acht Spielen wurde sie dann auch eingesetzt und erzielte am 4. März beim Algarve-Cup 2019 ihre ersten beiden A-Länderspieltore beim 4:1-Sieg gegen Island. Am 15. Mai wurde sie dann für die WM 2019 nominiert. Bei der WM wurde sie bei den beiden 1:2-Niederlagen gegen England und Japan eingesetzt. Im letzten Gruppenspiel gegen Argentinien, bei dem sie nicht eingesetzt wurde, führten die Schottinnen nach 69 Minuten mit 3:0, mussten dann aber noch drei Gegentore hinnehmen, darunter das entscheidende Tor zum 3:3 in der vierten Minute der Nachspielzeit, und schieden dadurch aus.
In der letztlich misslungenen Qualifikation für die EM 2021 wurde sie viermal eingesetzt und erzielte ein Tor. In der Qualifikation für die WM 2023 saß sie sechsmal nur auf der Bank. Ihre bisher letzten Einsätze hatte sie beim Pinatar Cup 2022.

## Erfolge
- Schottische Pokalsiegerin: 2016, 2023/24, 2024/25
- Schottische Ligapokalsiegerin: 2016, 2017, 2022, 2023, 2024/25
- Englische Zweitligameisterin: 2018/19